# 甫利
甫利（1878年9月19日—1954年6月23日），加拿大卑詩省律師、政治人物，卑詩保守黨籍。1878年生於卑詩省艾斯古摩。1896年起在維多利亞執業。1904年結婚。1912年至1937年任省議員，代表艾斯古摩選區，其中1924至1928年間為反對黨領袖。1928年8月至1933年11月任卑詩省律政廳長。1933年7至9月間任工務廳長。1954年逝世，享壽75歲。